# Los Charcos, delstaten Mexiko
Los Charcos är en ort i Mexiko, tillhörande kommunen Acambay de Ruíz Castañeda i den västra delen av delstaten Mexiko, i den centrala delen av landet. Orten hade 182 invånare vid folkräkningen 2010.